# Kuklacz Siekierczyński
Kuklacz Siekierczyński (700 m n.p.m.) – wzniesienie w Beskidzie Wyspowym w miejscowości Siekierczyna. Wznosi się między rzeką Słomką, a jej dopływem – potokiem Lasówka. U jego podnóży znajdują się należące do Siekierczyny przysiółki Młaki, Lisia Góra, Półrolki oraz należące do Starej Wsi Zarębki.
Kuklacz Siekierczyński jest porośnięty lasem, ale są w nim polany. W Siekierczynie na granicy z Przyszową jest jeszcze drugi szczyt o nazwie Kuklacz, dla odróżnienia na mapie Geoportalu mający nazwę Kuklacz Przyszowski.

## Piesze szlaki turystyczne
Przez grzbiet Kuklacza prowadzi znakowany szlak turystyczny.
 Limanowa – Jabłoniec – Kuklacz – Łyżka – Pępówka – Łukowica.

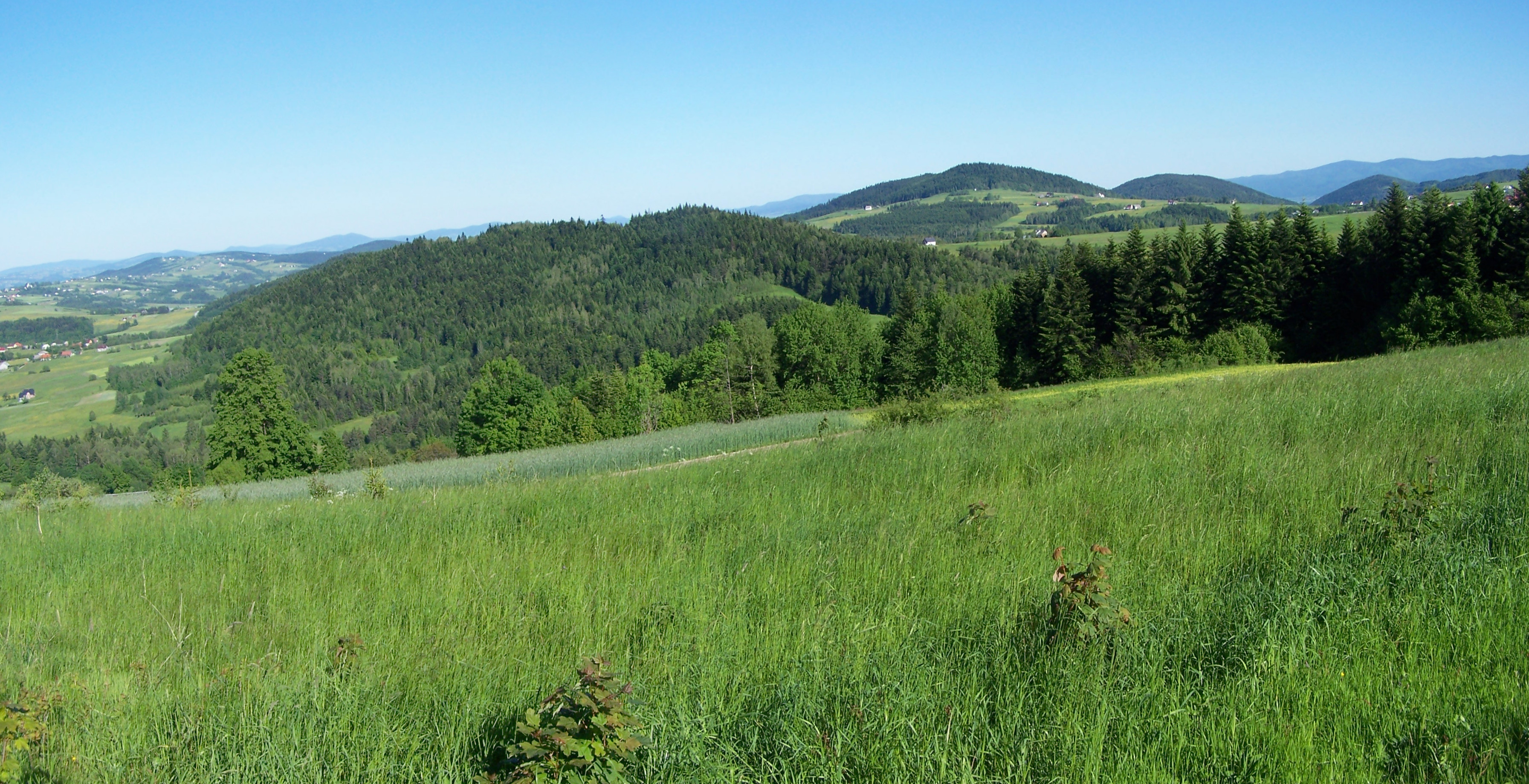
Na pierwszym planie Kuklacz, w głębi za nim po prawej stronie Łyżka, Pępówka i Skiełek